# ウィリアム・アデリン
ウィリアム・アデリン（William Adelin、1103年8月5日 - 1120年11月25日）は、中世イングランドの王子。ヘンリー1世碩学王と王妃マティルダの子で、事実上の王位継承予定者であった。ウィリアムの嫡子なきままの死は、歴史的に無政府時代として知られる王位継承危機を引き起こした。フランス語名ではギヨーム・アドラン（Guillaume Adelin）。

## 生涯
ウィリアムはウィンチェスターで誕生した。彼の父ヘンリー碩学王は、ウィリアム征服王と王妃マティルダ・オブ・フランダースの最年少の息子であった。征服王の長男ロベールはノルマンディー公位を継承し、三男のウィリアム2世がイングランド王位を継承した。1100年、ヘンリー碩学王はウィリアム2世の事故死によって王位を継承する。そして1105年にはロベール2世を廃して自らがノルマンディー公となった。
ウィリアムの母マティルダ（Edith、イーディスとも）はスコットランド王マルカム3世と王妃マーガレット・オブ・スコットランドの娘であった。ヘンリーは、自らが抱えるアングロ・サクソン王朝継承問題を懐柔するためこの結婚を図った。マーガレットはエドマンド2世の孫娘で、エドワード懺悔王の姪孫であった。このように、ヘンリー碩学王とマティルダの結婚は、イングランドの新しいノルマン人統治者と、かつてのアングロ・サクソン王朝との和合を示すものであった。
ヘンリーはウィリアムに対して王位継承が行われることを望んだ。12世紀の歴史家ヘンリー・オブ・ハンティングダンによれば、ウィリアムは「災いの種になるように運命付けられている」ように見えた、「甘やかされた王子」であった。
ヘンリー碩学王在位中に、ウィリアムはノルマンディー公位を譲られた。称号はむしろ名目上であった。フランス王ルイ6世がヘンリー碩学王に、「ノルマンディー公として主君フランス王に臣従の意を表すよう」求めてきたときに、ウィリアムに対して公位を叙任したのである。自らの権利として王座についたヘンリーは、フランス王に従うことを拒んだ。1115年には、ヘンリーの代わりにウィリアムが臣従の誓いを行うようにした。この依頼が認められたのは最終的には1120年、戦争期間後であり、1120年の半ばにはウィリアムはルイ6世に臣従を誓った。これを根拠として、ウィリアムは時にノルマンディー公ギヨーム3世（またはギヨーム4世）と呼ばれる。王位継承予定者として、ウィリアムは1115年にノルマンディーの男爵たちから敬意と忠誠を受けた。1116年3月にはイングランドの男爵たちから同様に敬意と忠誠を受けている。
ウィリアムの生母マティルダは、彼がノルマンディーにいる間はイングランドにおけるヘンリーの摂政を務めた。1118年にマティルダが死去したとき、ウィリアムが彼女の代わりを務めるのに十分な年齢に達していた。ウィリアムは摂政を務めるにあたり、ロジャー・オブ・ソールズベリーのような王の行政官から密接に助言を受けていた。ウィリアムの最晩年または生涯のその時期、彼はレクス・デジグナトゥス（rex designatus、王に指名された者）と呼ばれていた。
ヘンリー碩学王はその長い治世の間、隣国の一部が競争関係にある国と同盟を結んだために、幾度かの戦闘の勃発に直面していた。長きに渡ってノルマンディー公国の競争相手であったアンジューの忠誠を確固たるものにするため、1113年2月、ウィリアムをマティルド・ダンジュー（アンジュー伯フルク5世の娘）とアランソンで婚約させた。2人の結婚は1119年にリジューで行われた。

## 死

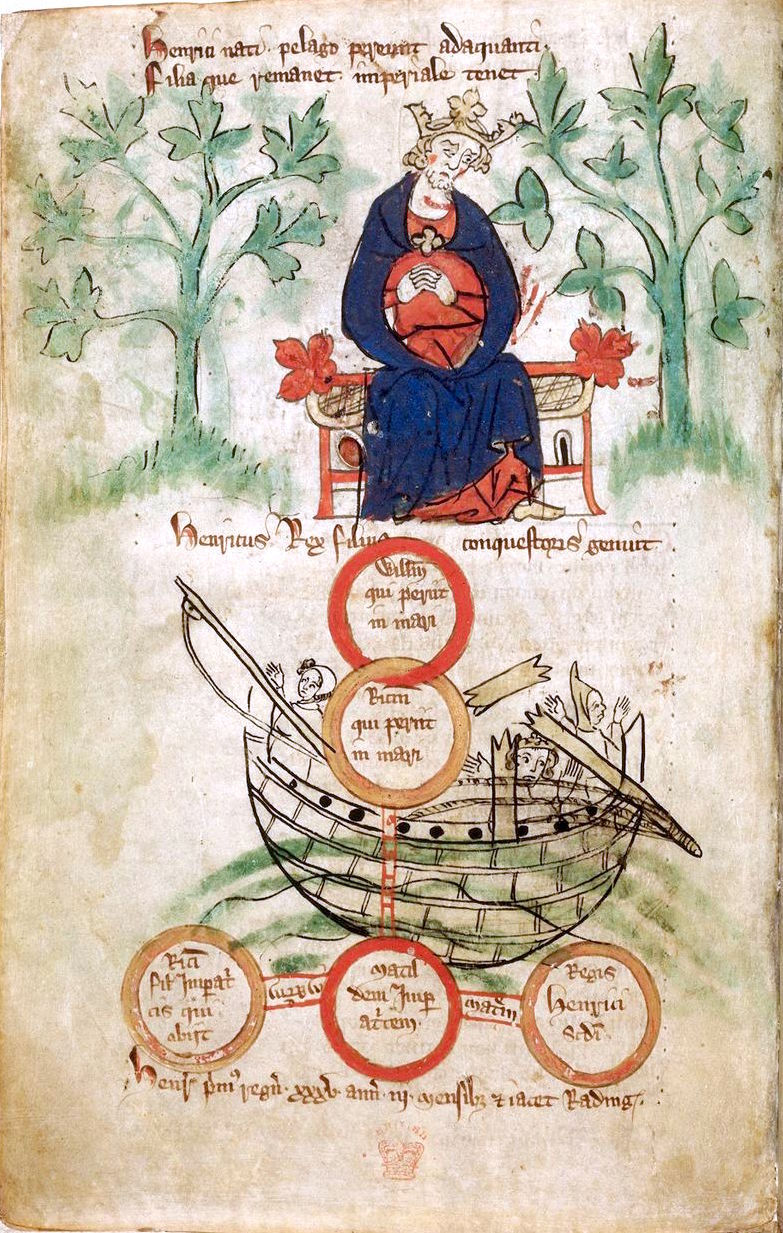
ヘンリー1世とホワイトシップ号の遭難を描いた、中世の写本

1120年11月25日、ウィリアムはホワイトシップの遭難で死亡した。王子とその一行はイギリス海峡を渡るためバルフルールを、王家の艦船で最も速く最新のホワイトシップ号で出航した。ウィリアムと彼の郎党は、日が暮れるまで飲酒していた。自分たちは高速船に乗船しており、海上での遅延が実際に影響を与えることはないと確信していたのである。その結果、真夜中に、酔っ払った操舵手が湾内の岩に船をぶつけた。乗組員や乗客たちは、岩から船を引き離すことができなかったか、船が浸水するのを防ぐことができなかった。しかしウィリアムと幾人かの友人たちは、救命艇を下ろそうとしていた。最後の時、ウィリアムは異母妹であるペルシュ伯妃マティルダ・フィッツロイを助けようと急行していた。彼らは小さな艇に身を投じた。「大勢が船に飛び込んだため過密となり、転覆して沈没し、全員を無差別に深みへ埋葬してしまったのである。」
悲劇を記したヘンリー・オブ・ハンティングダンは、ウィリアムについてこう記している。「刺繍の施されたローブを身に着ける代わりに...波間に裸で浮いていた。崇高な王位を継承する代わりに...海の底で彼の墓が見つかった。」
ウィリアムの妻マティルドは難破時には別の船に乗船していて助かった。夫に先立たれた彼女は修道女となり、最後はフォントヴロー修道院の修道院長となった。

## 死後
ウィリアムの死は、ヘンリー碩学王の希望と方針を台無しにした。彼は急いでアデライザ・オブ・ルーヴァンと再婚したものの、さらに嫡子をもうけることができなかった。男子相続人として当然の選択肢であったロベール2世の遺児ギヨーム・クリトンは、ヘンリーに気に入られていなかった。ヘンリーには他にも大勢の甥と庶子がいて、かわいがっていたのは甥エティエンヌ・ド・ブロワであり、庶子ロバート・オブ・グロスターも特に際立っていたが、様々な理由から彼らは選択されなかった。ヘンリーは自らの相続人として、一人娘である元神聖ローマ皇后マティルダを指名した。マティルダは、ウィリアムの義弟であるアンジュー伯ジョフロワ5世と結婚した。男爵たちは彼女の権利を守るよう誓わされた。しかし碩学王が死ぬと、男爵たちは強制されたことを理由に誓いを破ってエティエンヌ・ド・ブロワを選び、無政府時代として知られるイングランド史の期間が促進されることとなった。